# Aminias el focidio
Aminias el focidio (floruit 277/272 a. C.) fue un pirata griego antiguo y dirigente de mercenarios al servicio de rey Antígono II de Macedonia.
Aminias era de la región de Focea en Grecia Central. Al comienzo de su carrera fue un capitán pirata , obteniendo una gran reputación, y en el año 277 o 276 a. C.., Antígono II le empleó para vencer al tirano Casandrea, Apolodoro, quién había resistido un asedio macedonio de diez meses.
Amiinias procedió a ganarse la confianza del tirano, pretendiendo reconciliarle con Antígono y resolver la disputa entre ellos. También le suministró provisiones y vino y así le convenció para bajar su guardia. Entretanto, en secreto, preparó un ejército de dos mil hombres y una fuerza de diez piratas etolios bajo la orden de Melatas (o Melotas). Observando que las murallas de Casandrea estaban apenas defendidas, los piratas subieron al parapeto entre las torres y subieron los dos mil hombres por las escaleras, que inmediatamente avanzaron y conquistaron la plaza. Aminias invitó entonces a Antígono a tomar posesión de la ciudad conquistada.
En el año 272 a. C., Aminias siguió al servicio del rey macedonio, siendo nombrado comandante de la guarnición de Corinto. Lideró una fuerza mercenaria al Peloponeso en ayuda de los espartanos en contra del rey Pirro de Epiro. Un año después, Aminias fue probablemente sustituido por un gobernador nuevo, el historiador Crátero, y su nombre no es mencionado con posterioridad.